# Yamaha Motor
La Yamaha Motor Co. Ltd (ヤマハ発動機株式会社?, Yamaha Hatsudōki Kabushikigaisha) è un'azienda produttrice di veicoli motorizzati, motoveicoli e motori marini. Nasce il 1º luglio 1955 come scorporo dalla Yamaha Corporation, a sua volta inizialmente Nippon Gakki nata nel 1887 e impostasi come costruttrice di organi e pianoforti. È infatti nota come "La casa dei tre diapason", riportati nel suo simbolo in riferimento alle origini della casa madre.
La Yamaha è la seconda azienda produttrice di moto al mondo in ordine di grandezza, dopo la connazionale Honda.

## Compagine azionaria
Al 31 dicembre 2006 la proprietà della compagnia vedeva come principali azionisti:
- Yamaha Corporation (22.55%)
- Toyota Motor Corporation (4.37%)
- Japan Trustee Services Bank, Ltd. (trust account) (4.23%)
- The Master Trust Bank of Japan, Ltd. (trust account) (4.19%)
- Mizuho Trust & Banking Co., Ltd., Employee Retirement Benefit Trust (3.82%)
- Nomura Securities Co., Ltd. (3.47%)
- The Shizuoka Bank, Ltd. (2.03%)
- State Street Bank and Trust Company 505103 (1.91%)
- The Bank of New York, Treaty Jasdec Account (1.60%)
- Investors Bank and Trust Company (1.55%)

Il 21 maggio 2007 con un comunicato congiunto, è stata notificata la messa in vendita, da parte del maggior azionista, di un congruo numero di azioni della Yamaha Motor Co. rappresentante il 7,8% del capitale sociale

## Le corse motociclistiche
La Yamaha si è impegnata nel mondo delle corse fin dall'anno di nascita, nel quale vinse la 3ª edizione della prestigiosa corsa in salita sul circuito del Fuji con la "YA-1", primo modello costruito dalla casa. La divisione sportiva dell'azienda motociclistica è denominata Yamaha Racing.
Ha vinto 9 edizioni del Rally Dakar tra le moto e 5 con i quad.

## Le corse automobilistiche
La Yamaha è stata costruttrice di motori per Mondiale di Formula 1, fornendo varie scuderie, nel 1989 e dal 1991 al 1997.
Nel 1997, come motorista della Arrows, sfiorò la vittoria nel Gran Premio d'Ungheria, quando Damon Hill, autorevolmente in testa alla corsa, ebbe un problema al cambio nell'ultimo giro. Quel secondo posto resta comunque tra i risultati migliori nei Gran Premi, insieme a un terzo posto di Mark Blundell su Tyrrell nel 1994.